# Haiba (Kernu)
Haiba este un sat în comuna Kernu (Estonia) și îndeplinește rol de reședință a comunei.
Localitatea se întinde pe o suprafață de 4,5 km².

## Populația
2000 (recensământ): 400 loc.

2008 (estimări): 397 loc.